# Гимли
Гимли (енгл. Gimli) је измишљени лик из Толкиновог дела Господар прстенова. Он је син Глоина.